# Хаймикина
Хаймикина — река на северо-западе Камчатского края в России.
Длина реки — 89 км. Протекает по территории Пенжинского района Камчатского края. Впадает в Пенжинскую губу Охотского моря.
Корякское название реки Мэсӄэн, что вероятно является калькой с чукотского Мъыскын — «холм».

## Данные водного реестра
По данным государственного водного реестра России относится к Анадыро-Колымскому бассейновому округу.